# Dieceza de Fulda
Dieceza de Fulda (în latină Dioecesis Fuldensis) este una din cele douăzecișișapte de episcopii ale Bisericii Romano-Catolice din Germania, cu sediul în orașul Fulda. Dieceza de Fulda se află în provincia mitropolitană a Arhidiecezei de Paderborn.

## Istoric
Istoria episcopiei începe în anul 744, când Sfântul Bonifaciu a fondat aici o abație, primul abate fiind Sfântul Sturm. În scurt timp zona a devenit o destinație populară pentru pelerinaj datorită locurilor asociate cu numele celor doi sfinți. În anul 751, Papa Zaharia a acordat numeroase privilegi mănăstirii respective, punând-o sub autoritatea directă a Sfântului Scaun. Această relație specială cu papalitatea este și astăzi ilustrată prin prezența satuii Sfântului Petru în catedrală.
Pe parcursul secolului al IX-lea, prin daruri și donații, influența abației a crescut, devenind curând centrul științific al Sfântului Imperiu Roman. Acest fapt se datorează în special celebrului Rabanus Maurus (780-856), călugăr al abației de la Fulda și mare teolog și savant în studii biblice, devenit ulterior episcop al Diecezei de Mainz.
În anul 1220 împăratul Frederic al II-lea a sporit puterea abației, iar în anul 1571 iezuiții s-au stabilit aici, făcând o contribuție considerabilă în încercarea de a opri răspândirea Reformei Protestante.
În timpul abatelui Balthasar von Dernbach (1570-1606) au avut fost organizate numeroase vânători de vrăjitoare. În anul 1752 papa Benedict al XIV-lea a ridicat abația la rangul de dieceză (episcopie).
În anul 1802 mare parte din posesiunile diecezei au fost secularizate. În anul 1994 jurisdicția diecezei a fost reorganizată, cu păstrarea protopopiatului Geisa din Turingia. 